# Фрис, Ханс
Ханс Фрис (нем. Hans Fries, ок. 1460, Фрибур — ок. 1523, Берн) — швейцарский живописец и график.

## Биография
Сын пекаря, семья принадлежала к высшему бюргерству. Учился у бернского художника Генриха (или Ганса) Бихлера. В 1477—1478 жил в Базеле, затем вернулся в родной город. Входил в городской совет. Как городской живописец расписал множество церквей, начиная с собора Св. Николая. Около 1510 года переехал в Берн, где прожил до конца жизни.
Манера Фриса складывалась на переломе от готики к Ренессансу. Работы художника в основном находятся в швейцарских музеях, прежде всего — во Фрибуре и Базеле.

## Избранные работы
- Несение Креста, 1502, холст, 81×164 cm, Берн
- Иоанн Богослов выпивает яд, ок. 1507, дерево, 130×32 cm, Цюрих
- Два видения Св. Иоанна, ок. 1507, дерево, 130×32 cm, Цюрих
- Святая Варвара, 1503, дерево, 98×67 cm, Фрибур
- Святой Христофор, 1503, дерево, 98×67 cm, Фрибур
- Святая Маргарита, ок. 1505, дерево, 97×30 cm, Фрибур
- Святой Николай, ок. 1505, дерево, 97×30 cm, Фрибур
- Аллегория Креста, ок. 1515, дерево, 148×98 cm, Фрибур
- Иоанн Креститель, проповедующий перед Иродом, 1514, дерево, 124×76 cm, Базель
- Усекновение главы Иоанна Крестителя, 1514, дерево, 124×76 cm, Базель
- Иоанн Богослов в кипящем масле, 1514, дерево, 125×75 cm, Базель